# Chromatophania versicolor
Chromatophania versicolor là một loài ruồi trong họ Tachinidae.